# Sherri Shepherd
Sherri Evonne Shepherd (Chicago, Illinois, 22 de abril de 1967) é uma comediante, atriz e personalidade televisiva americana. Ela é uma das cinco co-anfitriãs do talkshow diurno do canal de televisão e rede de televisão American Broadcasting Company (ABC), The View, além de ser a apresentadora atual do Newlywed Game e ter um papel recorrente como Angie Jordan na série de televisão da National Broadcasting Company (NBC), 30 Rock. Como actriz, ela estrelou a sitcom Less Than Perfect e sua própria sitcom, Sherri na Lifetime.

## Filmografia

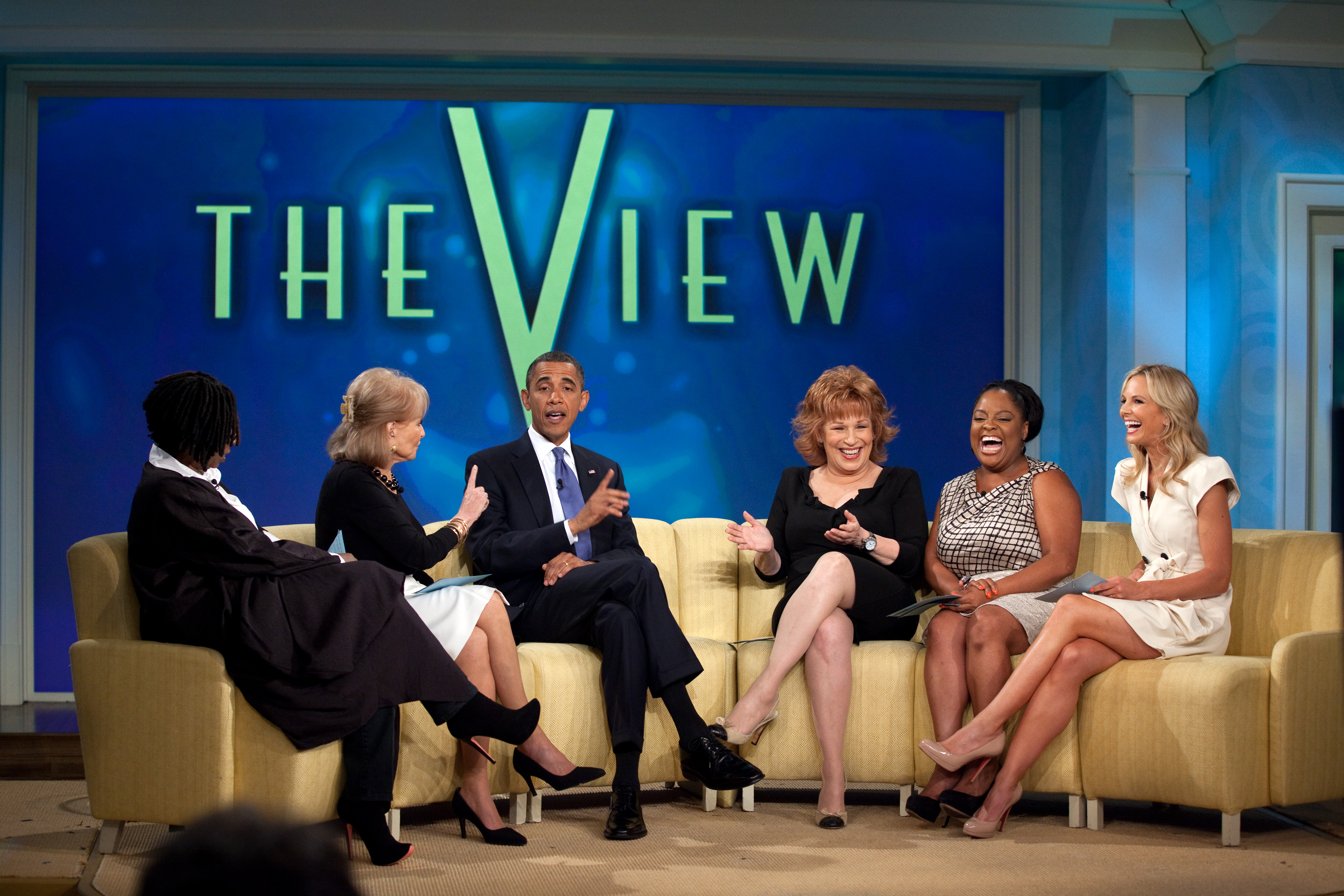
O painel do The View (direita-esquerda Whoopi Goldberg, Barbara Walters, Joy Behar, Sherri Shepherd e Elisabeth Hasselbeck) em uma entrevista ao Presidente dos Estados Unidos Barack Obama em 29 de Julho de 2010.

### Filmes
| Ano  | Filme                             | Papel            | Notas |
| ---- | --------------------------------- | ---------------- | ----- |
| 2000 | King of the Open Mics             | Marci            |       |
| 2003 | Pauly Shore Is Dead               | ela própria      |       |
| 2004 | Cellular                          | Jaded Cashier    |       |
| 2005 | Beauty Shop                       | Ida              |       |
| 2005 | Guess Who                         | Sydney           |       |
| 2007 | Who's Your Caddy?                 | Lady G           |       |
| 2008 | Madagascar: Escape 2 Africa       | Florrie          | voz   |
| 2009 | Madea Goes to Jail                | ela própria      |       |
| 2009 | Precious                          | Cornrows         |       |
| 2011 | Big Mommas: Like Father, Like Son | Beverly Townsend |       |
| 2012 | One for the Money                 | Lula             |       |
| 2018 | Brian Banks                       | Leomia           |       |
| 2025 | Straw                             | Nicole           |       |

### Televisão
| Ano             | Título                                       | Papel                  | Episódios     | Notas                            |
| --------------- | -------------------------------------------- | ---------------------- | ------------- | -------------------------------- |
| 1995            | Cleghorne!                                   | Victoria               | 6             |                                  |
| 1997            | Claude's Crib                                | Lorene                 | 1             |                                  |
| 1997            | Living Single                                | Comediante             | 1             |                                  |
| 1997            | Suddenly Susan                               | Roni, Miranda Charles  | 23            |                                  |
| 1999-2000       | Suddenly Susan                               | Roni, Miranda Charles  | 23            |                                  |
| 1998            | Friends                                      | Rhonda, The Tour Guide | 1             |                                  |
| 1998-1999       | Holding the Baby                             | Miss Boggs             | 8             |                                  |
| 1998-2003       | Everybody Loves Raymond                      | Sergeant Judy          | 9             |                                  |
| 1999-2001       | The Jamie Foxx Show                          | Sheila Yarborough      | 10            |                                  |
| 2000            | The Trouble with Normal                      | Nina                   | 1             |                                  |
| 2001            | Emeril                                       | Melva LeBlanc          | 11            |                                  |
| 2001            | Rendez View                                  | Ela mesma              | 1             |                                  |
| 2002            | Holla                                        | Ela mesma              | 1             |                                  |
| 2002            | Men, Women & Dogs                            | Dr. Michaels           | 1             |                                  |
| 2002            | My Adventures in Television                  | Joanna Walker          | 8             |                                  |
| 2002-2004       | Pyramid                                      | Ela mesma              | 3             |                                  |
| 2002-2006       | Less than Perfect                            | Ramona Platt           | 79            |                                  |
| 2003            | Joan of Arcadia                              | MVA Clerk Good         | 1             |                                  |
| 2003-2004       | Hollywood Squares                            | Ela mesma              | 30            |                                  |
| 2003-2005       | Jimmy Kimmel Live                            | Ela mesma              | 3             |                                  |
| 2004            | 50 Most Outrageous Moments on TV             | Ela mesma              | 1             |                                  |
| 2004            | My Coolest Years                             | Ela mesma              |               |                                  |
| 2004            | E! 101 Most Awesome Moments in Entertainment | Ela mesma              | 1             |                                  |
| 2004            | The Sharon Osbourne Show                     | Ela mesma              | 1             |                                  |
| 2004            | The Wayne Brady Show                         | Ela mesma              | 1             |                                  |
| 2004-2006       | Brandy & Mr. Whiskers                        | Cheryl/Meryl           | 17            | Voz                              |
| 2004-2006       | The Ellen DeGeneres Show                     | Ela mesma              | 9             |                                  |
| 2004-2005, 2007 | Kim Possible                                 | M.C Honey              | 3             | Voz                              |
| 2005            | Steve Harvey's Big Time Challenge            | Ela mesms              | 1             |                                  |
| 2006            | Capitol Law                                  | Glynda Johnson         | Piloto da TV  |                                  |
| 2006            | The Megan Mullaly Show                       | Ela mesma              | 1             |                                  |
| 2007-presente   | The View                                     | Ela mesma              | 600           |                                  |
| 2007            | The Wedding Bells                            | Debbie Quill           | 4             |                                  |
| 2007            | Wheel of Fortune                             | Ela mesma              | 1             |                                  |
| 2007-2008       | The Tonight Show with Jay Leno               | Ela mesma              | 2             |                                  |
| 2007-2010       | Entertainment Tonight                        | Ela mesma              | Ela mesma     | 25                               |
| 2007, 2009-2011 | 30 Rock                                      | Angie Jordan           | 10            |                                  |
| 2007, 2009      | The Late Late Show with Craig Ferguson       | Ela mesma              | 3             |                                  |
| 2008            | Entourage                                    | Ela mesma              | 1             |                                  |
| 2008-2009, 2011 | Rachael Ray                                  | Ela mesma              | 3             |                                  |
| 2009            | Larry King Live                              | Ela mesma              | 2             |                                  |
| 2009            | Sherri                                       | Sherri Robinson        | 13            |                                  |
| 2009            | The Bonnie Hunt Show                         | Ela mesma              | 2             |                                  |
| 2009, 2011      | The Joy Behar Show                           | Ela mesma              | 2             |                                  |
| 2009            | The Mo'Nique Show                            | Ela mesma              | 1             |                                  |
| 2009            | WWE Raw                                      | Ela mesma              | 1             |                                  |
| 2009            | WWE Smackdown                                | Ela mesma              | 1             |                                  |
| 2009, 2011      | Who Wants to Be a Millionaire?               | Ela mesma              | 5             | Apresentadora                    |
| 2010            | The Electric Company                         | Ela mesma              | 1             |                                  |
| 2010            | 82nd Academy Awards                          | Ela mesma              |               | Apresentadora do tapete vermelho |
| 2010            | The Emeril Lagasse Show                      | Ela mesma              | 1             |                                  |
| 2010            | Nickelodeon MegaMusic Fest                   | Ela mesma              | 1             |                                  |
| 2010-presente   | Newlywed Game                                | Ela mesma              | 195           | Apresentadora                    |
| 2010            | The Nate Berkus Show                         | Ela mesma              | 1             |                                  |
| 2010            | Celebrity Holiday Homes                      | Ela mesma              | 1             |                                  |
| 2010            | Sesame Street                                | Ela mesma              | 1             |                                  |
| 2010            | WWE Tribute to the Troops                    | Ela mesma              | 1             |                                  |
| 2011            | Hot in Cleveland                             | Judge Lesser           | 2             |                                  |
| 2011            | The Oprah Winfrey Show                       | Ela mesma              | 1             |                                  |
| 2011            | GMA Dove Awards                              | Ela mesma              | Apresentadora |                                  |
| 2011            | Season 25: Oprah Behind The Scenes           | Ela mesma              |               |                                  |
| 2011            | Daytime Emmy Awards                          | Ela mesma              | Apresentadora |                                  |
| 2017-presente   | Man with a Plan                              | Joy                    | 3             |                                  |

### Broadway
| Ano  | Título                     | Papel     |
| ---- | -------------------------- | --------- |
| 2010 | Love, Loss and What I Wore | Ela mesma |